# 부시맨 (영화)
《부시맨》(영어: The Gods Must Be Crazy)은 1980년 공개된 코미디 영화이다. 제이미 에이스가 감독, 제작, 각본을 맡았다. 남아프리카 공화국 · 보츠와나 사막에 거주하는 부시맨의 삶을 그린 작품이다.
1989년 속편 《부시맨 2》가 개봉했다.

## 줄거리
산업화된 문명 세계와 동떨어진 칼라하리 사막 상공을 날아가던 한 경비행기의 조종사가 목이 말라 콜라를 마신 뒤 유리 콜라병을 아무렇게나 투척한다. 이를 발견한 부시맨 부족은 하늘에서 떨어졌다는 이유로 '신의 선물'로 여겨 매우 귀중히 여기고 다양한 쓰임새를 발견한다. 이로 인해 부족 안에서 갈등이 벌어지자 기는 이 콜라병을 버리기 위해 세상 끝으로 여정을 떠난다.  

## 출연
- 은가우 토마 - 기 역
- 마리어스 베이어스 - 앤드루 스테인 박사 역
- 산드라 프린슬루 - 케이트 톰프슨 역
- 로 퍼베이 - 샘 보가 역
- 마이클 테이스 - 음푸디 역
- 닉 디야거 - 잭 하인드 역
- 브라이언 오쇼너시 - 톰프슨 씨 역
- 켄 검푸 - 교장 역

## 우리말 녹음
MBC 성우진 (1989년 1월 2일)
- 황일청 - 앤드루 스테인(마리어스 베이어스)
- 정희선 - 케이트(산드라 프린슬루)
- 이영달 - 음푸디(마이클 테이스)
- 이규연
- 이성
- 이종오
- 이윤연
- 황윤걸
- 박기량 - 해설